# Дуже погані матусі 2
«Дуже погані матусі 2» (англ. Bad Moms Christmas, дослівно «Різдво поганих матусь») — американська кінокомедія режисерів і сценаристів Джона Лукаса і Скотта Мура 2017 року. Стрічка є продовженням фільму «Дуже погані матусі» (2016). У головних ролях Міла Куніс, Крістен Белл, Кетрін Ган.
Вперше демонстрація фільму була запланована на 2 листопада 2017 року у низці країн світу, а в Україні показ фільму у широкому кінопрокаті розпочався 28 грудня 2017 року.

## У ролях
| Актор            | Персонаж          | Роль                                |
| ---------------- | ----------------- | ----------------------------------- |
| Міла Куніс       | Емі Мітчелл       | одружена мати двох дітей            |
| Крістен Белл     | Кікі              | домогосподарка, мати чотирьох дітей |
| Кетрін Ган       | Карла Данклер     | мати-одиначка                       |
| Крістін Баранскі | Рут Редмонд       | мати Емі                            |
| Сьюзен Серендон  | Ісіда Данклер     | мати Карли                          |
| Шеріл Гайнс      | Сенді             | мати Кікі                           |
| Джей Ернандес    | Джессі Гаркнессіс |                                     |
| Джастін Гартлі   | Тай Свіндл        |                                     |
| Пітер Галлагер   | Хенк Редмонд      |                                     |
| Аріана Грінблатт | Лорі Гаркнессіс   |                                     |

## Створення фільму

### Знімальна група
- Кінорежисери — Джон Лукас і Скотт Мур
- Сценаристи — Джон Лукас і Скотт Мур
- Кінопродюсер — С'юзанн Тодд
- Виконавчі продюсери — Білл Блок і Марк Кемін
- Кіномонтаж — Джеймс Томас[6].

## Сприйняття

### Оцінки і критика
Від кінокритиків фільм отримав змішано-негативні відгуки: Rotten Tomatoes дав оцінку 29 % на основі 107 відгуків від критиків (середня оцінка 4,5/10). Загалом на сайті фільм має погані оцінки, фільму зарахований «гнилий помідор» від фахівців, Metacritic — 42/100 на основі 30 відгуків критиків. Загалом на цьому ресурсі від фахівців фільм отримав змішані відгуки.
Від пересічних глядачів фільм отримав змішані відгуки: на Rotten Tomatoes 50 % зі середньою оцінкою 3,2/5 (12 463 голоси), фільму зарахований «розсипаний попкорн», на Metacritic — 4,7/10 на основі 36 голосів, Internet Movie Database — 5,8/10 (7 987 голосів).

### Касові збори
Під час показу у США, що розпочався 1 листопада 2017 року, протягом першого тижня фільм був показаний у 3 615 кінотеатрах і зібрав 16 759 161 $, що на той час дозволило йому зайняти 2 місце серед усіх прем'єр. Станом на 27 грудня 2017 року показ фільму триває 57 днів (8,1 тижня), зібравши у прокаті в США 71 679 876 доларів США (за іншими даними 71 733 932 $), а у решті світу 54 100 000 $, тобто загалом 125 779 876 $ (за іншими даними 125 833 932 $) при бюджеті 28 млн доларів США.

### Виноски
1. 1 2  A Bad Moms Christmas : Release Info (англійською) . Internet Movie Database. Архів оригіналу за 17 вересня 2017. Процитовано 30 серпня 2017.
2. 1 2  Дуже погані матусі 2. Kino-teatr.ua. Архів оригіналу за 31 серпня 2017. Процитовано 11 листопада 2017.
3. 1 2  Scott Mendelson (12 листопада 2017). Box Office: 'A Bad Moms Christmas' Nabs $22M As 'Lady Bird' Breaks Records (англійською) . Forbes. Архів оригіналу за 5 листопада 2017. Процитовано 5 листопада 2017.
4. 1 2 3 4  A Bad Moms Christmas (англійською) . Box Office Mojo. Архів оригіналу за 23 липня 2018. Процитовано 29 грудня 2017.
5. 1 2 3 4  A Bad Moms Christmas (2017) (англійською) . The Numbers. Архів оригіналу за 30 грудня 2017. Процитовано 29 грудня 2017.
6. ↑  A Bad Moms Christmas: Full Cast & Crew (англійською) . Internet Movie Database. Архів оригіналу за 17 вересня 2017. Процитовано 30 серпня 2017.
7. 1 2  A Bad Moms Christmas (англійською) . Rotten Tomatoes. Архів оригіналу за 10 травня 2021. Процитовано 29 грудня 2017.
8. 1 2  A Bad Moms Christmas (англійською) . Metacritic. Архів оригіналу за 20 липня 2018. Процитовано 29 грудня 2017.
9. ↑  A Bad Moms Christmas (англійською) . Internet Movie Database. Архів оригіналу за 28 грудня 2017. Процитовано 29 грудня 2017.